# Freda Kelly
Freda Kelly (Dublín; 14 de julio de 1945) es una secretaria irlandesa que trabajó para The Beatles y su mánager Brian Epstein desde 1962 hasta 1972, y fue presidenta del club de fans oficial del grupo. Kelly trabajó con la banda en su ascenso de la popularidad local a la fama mundial y durante su disolución. Un documental de 2013, Good Ol' Freda, narraba los más de diez años de relación de Kelly con el grupo y sus miembros.

## Primeros años
Kelly nació en Dublín, Irlanda, de padres irlandeses. A los 13 años, su familia se trasladó de Sandymount (Dublín) a Liverpool, donde a principios de los años sesenta encontró trabajo como mecanógrafa. Se aficionó a The Beatles tras verlos actuar en el cercano Cavern Club, y pronto se convirtió en una asidua devota: según sus propias estimaciones, asistió a casi 200 de sus conciertos, normalmente durante su hora del almuerzo. Las actuaciones de mediodía eran más informales que las nocturnas, y con el tiempo Kelly entabló amistad con los miembros de la banda.

## Club de fans de The Beatles
Freda sustituyó a Roberta "Bobby" Brown como secretaria oficial del club de fans de The Beatles.
Cuando Brian Epstein asumió la dirección del grupo a principios de 1962, preguntó a Kelly -que ya era una cara conocida para Epstein y la banda- si podía asumir el papel de secretaria de Bobby, que ya no podía dedicarle tiempo. Kelly, que entonces tenía diecisiete años, aceptó el trabajo en contra del consejo de su padre.
Una de sus primeras tareas fue organizar un club de fans de The Beatles. Inconcebiblemente, como ya había hecho Bobby, facilitó la dirección de su casa como dirección postal del club, y su casa se vio inundada de cientos de cartas todos los días. Más tarde cambió la dirección oficial por la de la oficina de Epstein. Kelly se encargaba de responder a las cartas de los aficionados, y a menudo se quedaba despierta hasta las tres o las cuatro de la madrugada. También supervisaba la publicación de una revista mensual del club de fans.
Kelly tenía contacto casi diario con The Beatles en los primeros días de la banda, cuando visitaban con frecuencia la oficina de Epstein. Con el tiempo, Kelly se convirtió en confidente de cada uno de The Beatles, que valoraban su trabajo y discreción.
En 1965, Epstein trasladó sus oficinas de Liverpool a Londres. Kelly también quería mudarse a Londres, pero su padre se lo prohibió. Epstein y The Beatles, que no querían perder sus servicios, le ofrecieron seguir trabajando en Liverpool con visitas a Londres unos días al mes. El padre de Kelly aceptó este acuerdo.
Tras la muerte de Epstein en 1967, Kelly siguió trabajando para The Beatles. Se casó y fue madre, pero no dejó de trabajar oficialmente para el grupo hasta 1972, e incluso entonces siguió respondiendo al correo del club de fans durante tres años.

## Últimos años
Tras dejar de trabajar para The Beatles, Kelly aceptó otros trabajos de secretaria. A mediados de los años setenta, regaló la mayoría de sus recuerdos de The Beatles a los fans y rara vez, por no decir nunca, habló de su época con la banda. Sin embargo, tras la muerte de su hijo y el nacimiento de su nieto, accedió a que se filmara un documental y recurrió al cineasta y amigo de la familia Ryan White. En la plataforma de crowdfunding Kickstarter recaudaron casi 60.000 dólares para los costes de producción.
Good Ol' Freda se estrenó en el Festival de Cine SXSW 2013 de Austin (Texas). El título de la película procede del disco navideño de The Beatles de 1963, el primero de una serie de discos especiales creados cada año por el grupo para los miembros de su club de fans. En la grabación de 1963 George Harrison agradece a Freda Kelly su trabajo, y los otros tres Beatles gritan "¡Buena vieja Freda!".